# Fred Narganes
Frederico „Fred” Narganes (ur. 18 marca 1884 w Hawanie, zm. w 1957 tamże) – amerykański zapaśnik walczący w stylu wolnym. Olimpijczyk z Londynu 1908, gdzie zajął piąte miejsce w wadze średniej.
Zawodnik Columbia University i New York Athletic Club. Mistrz Amateur Athletic Union w 1907, 1909 i 1910 roku.

## Letnie Igrzyska Olimpijskie 1908
| Konkurencja      | Rundy eliminacyjne | Klas. końcowa |
| Konkurencja      | I runda            | Miejsce       |
| ---------------- | ------------------ | ------------- |
| 73 kg styl wolny | Fred Beck (GBR) P  | 5.            |